# Nowshera Virkan
Nowshera Virkan (en ourdou : نوشہره وِركاں) est une ville pakistanaise, située dans le district de Gujranwala dans le nord de la province du Pendjab. Elle est la capitale du tehsil du même nom, l'un des quatre que compte le district. Au sein de ce dernier, la ville est la septième plus importante.
La population de la ville a été multipliée par plus de deux entre 1981 et 2017 selon les recensements officiels, passant de 20 397 habitants à 49 499. Entre 1998 et 2017, la croissance annuelle moyenne s'affiche à 2,0 %, un peu inférieure à la moyenne nationale de 2,4 %. Selon le recensement de 2023, la population de la ville monte à 59 639 habitants.
Près de 98 % des habitants de la ville parlent le pendjabi.
Essentiellement musulmane, la ville inclut une minorité chrétienne, comptant environ 1 600 fidèles, presque 3 % des habitants de la ville.
Le taux d'alphabétisation de la ville s'élève à 79 % en 2023 (contre une moyenne nationale de 61 %), dont 81 % pour les hommes et 77 % pour les femmes.
|            | 1981 (rec.) | 1998 (rec.) | 2017 (rec.) | 2023 (rec.) |
| ---------- | ----------- | ----------- | ----------- | ----------- |
| Population | 20 397      | 33 940      | 49 499      | 59 639      |